# William Orchardson
William G. J. Orchardson (1881. — ?) je bivši škotski hokejaš na travi. 
Osvojio je brončano odličje na hokejaškom turniru na Olimpijskim igrama 1908. u Londonu igrajući za Škotsku. 

## Vanjske poveznice
- Profil na databaseOlympics
- Profil na Sports Reference.com  Arhivirana inačica izvorne stranice od 18. rujna 2011. (Wayback Machine)